# Satanic Warmaster
Satanic Warmaster este o formație de black metal din Lappeenranta, sudul Finlandei. Artistul „Satanic Tyran Werewolf” (numele său adevărat fiind Lauri Penttila) a început să înregistreze sub acest nume în 1999. Teme principale abordate în versuri sunt despre natură, folclor, satanism, război și ocult.
Ideea de a întemeia o formație a apărut în 1998, când Werewolf era vocalist în cadrul Horna și ocupat cu alte proiecte muzicale. În acea perioadă, Werewolf era cunoscut încă sub numele de „Nazgul”. A lansat trei demouri, Bloody Ritual și Marsch Zu Neuen Zeitaltern în 1999, respectiv Gas Chamber în 2000, iar apoi a părăsit Horna în 2001 pentru a se concentra asupra entității care avea să devină Satanic Warmaster și din cauza unor probleme personale (frustrarea și nevoia de a-și crea propria artă).

## Ideologia
În timpului unui interviu dat în 2003 pentru revista finlandeză Imperiumi, Werewolf și-a explicat propriile credințe într-o manieră detaliată: „Satanismul tradițional pan-european este o poziție cuprinzătoare din punct de vedere ideologic și filozofic, care îmbunătățește individul și-ți oferă timp suficient în a înțelege (și parțial controla întunericul și distrugătoarea forță a naturii și a cosmosului[...] Satanismul constituie integral punctul meu de vedere”.

## Fapte controversate
Într-un interviu din 2004, Werewolf a declarat că „Influenta [celui de-al Treilea Reich] nu poate fi negată, unele dintre cele mai avansate idei politice și sociale au fost create în perioada regimului. Bineînțeles că sunt interesant și simpatizez puternic idealurile acelor vremuri”. Răspunsul sau la întrebarea „Cand o formație cântă cu ură despre creștini nu există vreo problemă, dar când începe să cânte despre evrei, atunci unii oameni (chiar și o parte din așa-zișii „satanisti”) încep să aibă o problemă cu asta... nu este ridicol?” a fost pozitiv, menționând că „este al naibii de ridicol. Poți să-l batjocorești pe „Regele Iudeilor”, dar nu și a „poporul ales”. Ducă-se naibii Iehova și religia iudaica”. Când a fost întrebat de atacurile de la 11 septembrie, acesta a spus că „este probabil o farsă și o cale prin care Evrei S.A. să poarte războaie fără rost cu cine doreste”.
În ianuarie 2008, formația a fost asociată cu scena black metalului național socialist în ziarele finlandeze datorită turneului „Carelian Păgân Madness” alături de formația germană Absurd și de grecii din Der Stürmer, al cărei membru, Hijarulv Henker, i-a numit pe Satanic Warmaster una din puținele formații sataniste pe care le sprijină integral deoarece „ne susțin și iau parte la cauză”. Atât formația, cât și organizatorii turneului au respins acuzațiile. Criticii mai menționează versurile unor materiale precum „Enthroned Aryan spirit with the ressurection of our reich” în melodia Strengh and Honour și „Sieg Heil! The sign of our cross rises” în melodia Wolves of Blood and Iron, ambele pe albumul Strengh and Honour, respectiv materiale lansate sub numele de Gas Chamber. Werewolf a caracterizat acuzațiile cu orientare politică drept neîntemeiate și a descris interpretarea versurilor drept dementă. 
În 2009, Ylioppilaslehti, cel mai cunoscut ziar studențesc din Finlanda, a publicat un articol despre black metal în care Werewolf își explică mai departe motivele. Discutând despre ascensiunea black metalului național socialist și despre black metalul tradițional, spunând că „timpurile s-au schimbat, valorile șocante s-au deteriorat și intensificat. Dacă vrei ca lumea să te asculte nu este suficient să spui „Hail Satan!”. Nu mai are nicio importanță. Trebuie să înțelegi nouă estetică și în anumite cazuri poate fi ușor receptata”. Pe subiectul moralității și polarității black metalului și BMNS a declarat că „black metalul este negativ. Pentru o persoană obișnuită, black metalul, imoral și nihilist în totalitatea sa, ar trebui să fie de milioane de ori mai deranjant decât neo-nazismul sau decât alte lucruri lucruri identice lui.” 
În ultimii ani, formația a avut o serie de concerte anulate din cauza asocierii ei cu scena black metalului național socialist și cu idealurile pe care le promovează aceasta. Din nou, toate acuzațiile au fost respinse de către Werewolf. La un moment dat, acesta a recunoscut că nu își are originile în Finlanda, spunând că „zeii din basmele finalndeze nu sunt zeii strămoșilor mei”. Pe pagina pe facebook, în cadrul secțiunii comentarii, afirma că „recunosc toate culturile, pe unele le plac, iar altele nu mă interesează. Pe oamenii pe care-i întâlnesc nu-i judec. Nu-mi filtrez realitatea prin iluzii”.

## Membri

### Actuali
- Werewolf - vocale

### Live
- T.H. - chitară
- Vholm - tobe[12]

### Foști membri
- Lord Sargofagian (tobe pe Opferblut)[1]
- Warlord Torech (chitară)[1]
- Nigrantium (toboșar în sesiunile de înregistrare)

## Discografie

### Albume și extended playuri
- 2001 - Strength and Honour
- 2002 - Black Katharsis
- 2003 - Opferblut
- 2004 - ...Of the Night
- 2005 - Carelian Satanist Madness
- 2007 - Revelation
- 2010 - Nachzehrer
- 2010 - Ondskapens Makt / Forgotten Graves
- 2011 - Winter's Hunger / Torches
- 2012 - In Eternal Fire / Ghost Wolves
- 2014 - Fimbulwinter
- 2022 - Aamongandr

### Splituri
- 2003 - Hold On to Your Dreams (single; split cu Krieg)
- 2003 - The True Face of Evil (single; split cu The True Frost)
- 2004 - March of the Legion Werwolf (EP; split cu Akitsa)
- 2004 - Satanic Warmaster & Clandestine Blaze (album; split cu Clandestine Blaze)
- 2006 - A Hymn for the Black Empire (single; split cu Stuthoff)
- 2007 - The Chant of the Barbarian Wolves (single; split cu Aryan Blood)
- 2007 - Dark Hymns (EP; split cu Mütiilation & Drowning the Light)
- 2008 - Black Metal Holocaust (single; split cu Evil)
- 2008 - Where Eternity Awaits (EP; split cu Behexen)
- 2009 - Majesty of Wampyric Blood (single; split cu Totenburg)
- 2015 - Lux Satanae (Thirteen Hymns Of Finnish Devil Worship)  (album; split cu Archgoat)

### Altele
- 2000 - Bloody Ritual (demo)
- 2000 - Gas Chamber (demo)
- 2005 - Black Metal Kommando / Gas Chamber (compilație)
- 2007 - Black Metal Massacre Live (înregistrare live )
- 2007 - Werewolf Hate Attack  (înregistrare live)
- 2008 - Revelation ...of the Night (compilație)
- 2010 - We Are the Worms that Crawl on the Broken Wings of an Angel (compilație)
- 2014 - Death Live 2012 (înregistrare live recording)
- 2014 - Luciferian Torches (compilație)